# ドゥーブのマルチンゲール不等式
数学におけるドゥーブのマルチンゲール不等式（ドゥーブのマルチンゲールふとうしき、英: Doob's martingale inequality）は確率過程論での結果の一つであり、与えられた時間範囲で、確率過程が任意の所与の実数値を超過する確率の上限値を与える。名称の通り、確率過程が非負値のマルチンゲールであるとき適用できる不等式だが、劣マルチンゲールであっても同様の結論が成り立つ。
この結果はアメリカの数学者ジョゼフ・L・ドゥーブに負う。

## 主張
X を非負実数値をとる劣マルチンゲールとする（時間は離散的でも連続的でもどちらでもよい）。つまり任意の時刻 s, t (s < t) に対し
{\displaystyle X_{s}\leq \mathbf {E} \left[X_{t}{\big |}{\mathcal {F}}_{s}\right]}
であるとする（連続時間の場合は、さらに確率過程が右連続左極限（càdlàg）であることも要請する）。
このとき、任意の定数 C > 0 に対し
{\displaystyle \mathbf {P} \left[\sup _{0\leq t\leq T}X_{t}\geq C\right]\leq {\frac {\mathbf {E} \left[X_{T}\right]}{C}}}
ここで記法の慣習として、確率過程
{\displaystyle X:[0,T]\times \Omega \to [0,+\infty )}
を定めている標本空間 Ω の上の確率測度を P 、測度 P による期待値を E 、つまり
{\displaystyle \mathbf {E} [X_{T}]=\int _{\Omega }X_{T}(\omega )\,\mathrm {d} \mathbf {P} (\omega )}
（ルベーグ積分）と記している。{\displaystyle {\mathcal {F}}_{s}} を確率変数族 Xi (i ≤ s) が生成する完全加法族とする。この完全加法族の集合は確率空間上の増加情報系（情報系、フィルトレーション）をなす。

## さらなる不等式
同じくドゥーブによる、（劣）マルチンゲールに関する一連の不等式がある。X への仮定は上記と同じとして、
{\displaystyle S_{t}=\sup _{0\leq s\leq t}X_{s}}
とおく。このとき p ≥ 1 に対し Lp-ノルムを
{\displaystyle \|X_{t}\|_{p}=\|X_{t}\|_{L^{p}(\Omega ,{\mathcal {F}},\mathbf {P} )}=\left(\mathbf {E} \left[|X_{t}|^{p}\right]\right)^{\frac {1}{p}}}
と書くことにする。このとき、先述のドゥーブの不等式は
{\displaystyle \mathbf {P} \left[S_{T}\geq C\right]\leq {\frac {\|X_{T}\|_{1}}{C}}}
となる。
p = 1 のとき、次の不等式が成り立つ。
{\displaystyle \|S_{T}\|_{1}\leq {\frac {e}{e-1}}\left(1+\|X_{T}\log ^{+}X_{T}\|_{1}\right)}
ここで "log+" は自然対数と定数関数0の小さくないほうをとる関数(max(log(x),0) )を表す。
さらに p > 1 に対しては
{\displaystyle \|X_{T}\|_{p}\leq \|S_{T}\|_{p}\leq {\frac {p}{p-1}}\|X_{T}\|_{p}}
が成り立つ。

## 関連する不等式
離散時間マルチンゲールに対するドゥーブの不等式からコルモゴロフの不等式が導出できる。
X1, X2, ... を実数値の独立確率変数列で、いずれも期待値が 0 であるとすると
{\displaystyle {\begin{aligned}\mathbf {E} \left[X_{1}+\dots +X_{n}+X_{n+1}{\big |}X_{1},\dots ,X_{n}\right]&=X_{1}+\dots +X_{n}+\mathbf {E} \left[X_{n+1}{\big |}X_{1},\dots ,X_{n}\right]\\&=X_{1}+\cdots +X_{n},\end{aligned}}}
なので、Mn = X1 + ... + Xn はマルチンゲールになる。
Mn がマルチンゲールであれば、イェンセンの不等式より |Mn|2 は非負値劣マルチンゲールになる。ここでドゥーブのマルチンゲール不等式を用いると
{\displaystyle \mathbf {P} \left[\max _{1\leq i\leq n}\left|M_{i}\right|\geq \lambda \right]\leq {\frac {\mathbf {E} \left[M_{n}^{2}\right]}{\lambda ^{2}}}}
これはまさにコルモゴロフの不等式である。

## ブラウン運動への応用
B を1次元標準ブラウン運動（canonical one-dimensional Brownian motion）とする。このとき任意の定数 C > 0 に対し
{\displaystyle \mathbf {P} \left[\sup _{0\leq t\leq T}B_{t}\geq C\right]\leq \exp \left(-{\frac {C^{2}}{2T}}\right)}
証明は次の通りである。まず指数関数が単調非減少であることから、任意の非負実数 λ に対し
{\displaystyle \left\{\sup _{0\leq t\leq T}B_{t}\geq C\right\}=\left\{\sup _{0\leq t\leq T}\exp(\lambda B_{t})\geq \exp(\lambda C)\right\}}
ドゥーブのマルチンゲール不等式と、ブラウン運動の指数関数をとって作った確率過程が正値の劣マルチンゲールになることを考えあわせると
{\displaystyle {\begin{aligned}\mathbf {P} \left[\sup _{0\leq t\leq T}B_{t}\geq C\right]&=\mathbf {P} \left[\sup _{0\leq t\leq T}\exp(\lambda B_{t})\geq \exp(\lambda C)\right]\\&\leq {\frac {\mathbf {E} \left[\exp(\lambda B_{T})\right]}{\exp(\lambda C)}}\\&=\exp \left({\tfrac {1}{2}}\lambda ^{2}T-\lambda C\right)\end{aligned}}}
ここで対数正規分布の計算から {\displaystyle \mathbf {E} \left[\exp(\lambda B_{t})\right]=\exp \left({\tfrac {1}{2}}\lambda ^{2}t\right)} であることを用いた。この最左辺は λ に依らないので、λ を、最右辺が最小になるような λ = C/T と選んでよい。このとき示したかった不等式が得られる。